# Rekviem (Verdi)

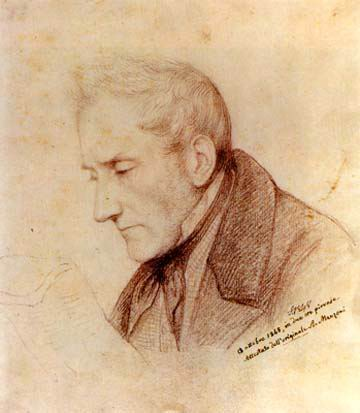
Italský spisovatel Alessandro Manzoni, na jehož počest Verdi zkomponoval Rekviem

Rekviem (italsky Messa da Requiem) Giuseppa Verdiho je hudební skladba pro římskokatolickou mši za zemřelé (zádušní mši) pro čtyři sólisty, dva sbory a orchestr, kterou Verdi složil na památku italského básníka a romanopisce Alessandra Manzoniho, jehož velmi obdivoval. První provedení se uskutečnilo 22. května 1874 v kostele svatého Marka v Miláně při příležitosti prvního výročí Manzoniho smrti. Dílo bylo v jednu dobu nazýváno Manzoniho Rekviem. Nebývá uváděno při liturgii, ale v koncertní formě s trváním okolo 85–90 minut. Muzikolog David Rosen jej považuje za „pravděpodobně nejčastěji uváděné velké sborové dílo složené po Mozartově Rekviem“.

## Historie díla
Po smrti skladatele Gioacchina Rossiniho v roce 1868 navrhl Verdi, aby na jeho počest několik italských skladatelů společně složilo Rekviem, a sám vytvořil závěrečnou část, Libera me. V průběhu dalšího roku Verdi s dvanácti dalšími proslulými italskými skladateli té doby skutečně Mši za Rossiniho dokončili. Její premiéra se měla uskutečnit 13. listopadu 1869, na první výročí Rossiniho smrti.
Ale 4. listopadu, devět dnů před premiérou, ji organizační výbor zrušil. Přestože Verdi byl sám od počátku členem organizačního výboru, obvinil plánovaného dirigenta Angela Marianiho z nedostatku nadšení pro projekt, což znamenalo začátek konce jejich přátelství. Dílo upadlo do zapomnění až do roku 1988, kdy Helmuth Rilling uvedl premiéru úplné Mše za Rossiniho v německém Stuttgartu.
Verdi mezitím upravoval své Libera me, znechucený tím, že společné připomenutí Rossiniho nebude za jeho života uvedeno.
22. května 1873 zemřel italský spisovatel a humanista Alessandro Manzoni, kterého Verdi po celý svůj život velmi obdivoval a se kterým se setkal v roce 1868. Když se Verdi dozvěděl o jeho smrti, rozhodl se, že zkomponuje sám celé Rekviem pro Manzoniho. V červnu odcestoval do Paříže, kde zahájil práci na Rekviem a dal mu formu, kterou známe dnes. Součástí je i upravená verze Libera me složená původně pro Rossiniho.

## Historie provedení

### 19. století

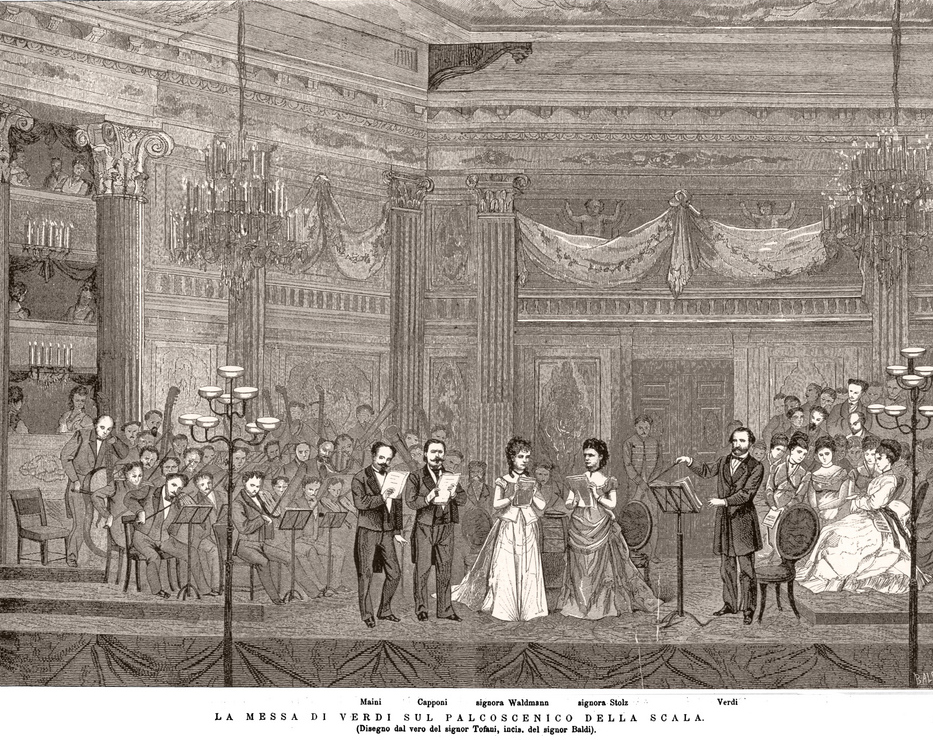
Kresba z druhého provedení Rekviem v La Scale 25. května 1874. V popředí jsou vyobrazeni sólisté (zleva doprava) Ormondo Maini, Giuseppe Capponi, Maria Waldmannová a Tereza Stolzová a dirigent Giuseppe Verdi

Rekviem bylo poprvé uvedeno 22. května 1874 v kostele svatého Marka v Miláně při příležitosti prvního výročí Manzoniho smrti. Dirigoval jej sám Verdi a sólisty byli Tereza Stolzová (soprán), Maria Waldmannová (mezzosoprán), Giuseppe Capponi (tenor) a Ormondo Maini (bas).
Stolzová, Waldmannová a Maini zpívali role Aidy, Amneris a Ramfise při evropské premiéře opery Aida v roce 1872; Capponi měl v tomto provedení zpívat roli Radamese, ale kvůli nemoci neúčinkoval. Tereza Stolzová pokračovala ve skvělé kariéře, Waldmannová odešla na odpočinek velmi mladá v roce 1875, ale mužští zpěváci upadli do zapomnění. Tereza Stolzová byla v roce 1869 zasnoubena s Angelem Marianim, ale později se za nejasných okolností rozešli.
O tři dny později, 25. května, bylo Rekviem uvedeno v La Scala se stejnými sólisty a opět pod taktovkou Verdiho. Dílo mělo okamžitý úspěch, i když ne všude. Bylo uvedeno sedmkrát v Opéra-Comique v Paříži, ale nová Royal Albert Hall v Londýně nebyla naplněna, protože se jednalo o katolickou událost. V Benátkách byla pro jeho uvedení vytvořena impozantní byzantská křesťanská výzdoba.
V následujících letech Verdiho Rekviem vymizelo z repertoáru sborů, ale od 30. let 20. století je pravidelně uváděno, získalo si trvalou oblibu a tvoří významnou položku repertoáru mnoha sborů.
Velkým ctitelem Verdiho Rekviem byl od jeho prvního londýnského provedení dramatik a hudební kritik George Bernard Shaw, který si nechal si zahrát Libera me na svém pohřbu.

### Od 20. století po současnost
V letech 1943 a 1944 bylo Rekviem 16krát uvedeno vězni koncentračního tábora v Terezíně pod vedením Rafaela Schächtera v mimořádně obtížných podmínkách: účinkující měli pouze jediný notový záznam s klavírním doprovodem, takže každou část bylo nutné se naučit nazpaměť; zkoušky probíhaly v temném, chladném, vlhkém sklepení s jediným poškozeným klavírem po dlouhých dnech nucených prací; protože se jednotlivá vystoupení konala s velkým časovým odstupem, mnoho zpěváků bylo nacisty popraveno a museli být nahrazeni. Zvláště poslední provedení poskytlo základ pro důstojné sebevyjádření, i pro pokus o symbolické sdělení podmínek v táboře při návštěvě delegace Mezinárodního Červeného kříže v roce 1944.
Murry Sidlin uvedl v roce 2006 Rekviem ve stejné hale, ve které se konalo vystoupení před Červeným křížem, a zkoušky sboru proběhly ve stejném sklepení, kde se původní spoluvězni učili a cvičili. Koncert byl součástí festivalu Pražské jaro a děti přeživších zpívaly společně se svými rodiči sedícími v publiku.
Rekviem bylo v posledních letech mnohokrát uvedeno různými způsoby. Achim Freyer vytvořil v roce 2006 provedení pro Německou operu v Berlíně, které bylo obnoveno v letech 2007, 2011 a 2013. V Freyerově provedení jsou čtyři zpívané role, „Der Weiße Engel“ (bílý anděl), „Der Tod-ist-die-Frau“ (smrt je žena), „Einsam“ (samota) a „Der Beladene“ (soumar) doplněny alegorickou choreografií. 
Opera v Kolíně nad Rýnem uvedla v roce 2011 premiéru úplného provedení, které řídil Clemens Bechtel, v němž čtyři hlavní postavy procházely různými situacemi života a smrti: havárie jaderné elektrárny ve Fukušimě, turecký spisovatel ve vězení, mladá žena s bulimií a pracovník mezinárodní pomoci v Africe.

### Verze a úpravy
Pro pařížské provedení Verdi upravil Liber scriptus, aby umožnil další sólo pro Marii Waldmannovou.
Existují úpravy pro čtyři klavíry nebo žesťový orchestr.
Ferenc Liszt přepsal Agnus Dei pro sólový klavír (S. 437). Úpravu nahrál Leslie Howard.

## Části
1. Úvod a Kyrie (sbor, sólisté)
2. Dies irae
  - Dies irae (sbor)
  - Tuba mirum (sbor)
  - Mors stupebit (bas)

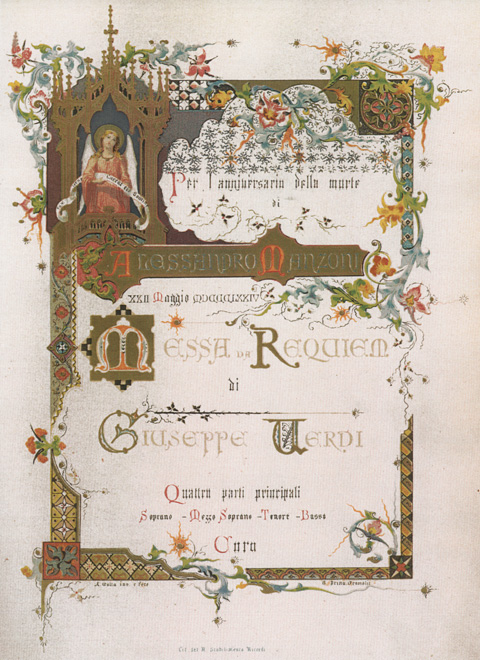
Začátek prvního vydání partitury, Ricordi, 1874

  - Liber scriptus (mezzosoprán, sbor)
  - Quid sum miser (soprán, mezzosoprán, tenor)
  - Rex tremendae (sólisté, sbor)
  - Recordare (soprán, mezzosoprán)
  - Ingemisco (tenor)
  - Confutatis (bas, sbor)
  - Lacrymosa (sólisté, sbor)
3. Offertorium
  - Domine Jesu Christe (sólisté)
  - Hostias (sólisté)
4. Sanctus (dva sbory)
5. Agnus Dei (soprán, mezzosoprán, sbor)
6. Lux aeterna (mezzosoprán, tenor, bas)
7. Libera me (soprán, sbor)
  - Libera me
  - Dies irae
  - Requiem aeternam
  - Libera me

## Hudba

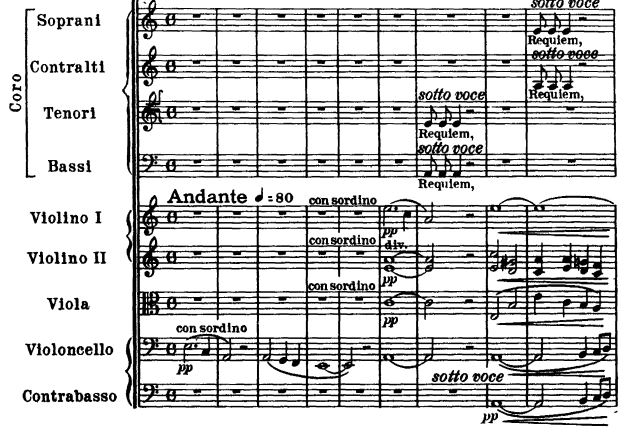
Začátek partitury

Stejně jako ve svých operách používá Verdi v Rekviem energické rytmy, nádherné melodie a dramatické kontrasty, aby vyjádřil silné emoce vyvolané textem. V hrůzyplném (a okamžitě rozpoznatelném) Dies irae se tradiční sekvence římskokatolické zádušní mše znovu a znovu opakuje. Trubkami ohraničená část tvoří volání k poslednímu soudu v Tuba mirum a téměř skličující atmosféra Rex tremendae vytváří pocit nehodnosti před Králem hrůzné velebnosti. Z dobře známého tenorového sóla Ingemisco vyzařuje naděje hříšníka žádajícího o Boží slitování.
Sanctus (složitá osmidílná fuga zkomponovaná pro dva sbory) začíná fanfárami žesťů, aby oznámila toho, "kdo přichází ve jménu Páně". Závěrečné Libera me, nejstarší Verdiho hudba v Rekviem je přerušeno. Soprán zde prosebně vykřikuje "Vysvoboď mě, Pane, z věčné smrti ..., až přijdeš soudit svět ohněm."
V době, kdy bylo Rekviem zkomponované, nesměly ženy účinkovat v obřadech v katolickém kostele (například při mši). Verdi však od počátku účast žen v díle předpokládal. Ve svém otevřeném dopise, kde navrhoval projekt Rekviem (původní pro Rossiniho), Verdi napsal: Pokud bych byl v milosti Svatého Otce - Papeže Pia IX - požádal bych jej, aby povolil – alespoň pro jednou – aby se ženy mohly zúčastnit provedení tohoto díla; ale protože nejsem, musí to učinit někdo jiný vhodnější pro získání tohoto povolení." V díle, které skládal Verdi sám, dva ze čtyř sólových partů byly sopránové a sbor obsahoval ženské hlasy. To mohlo zpomalit přijetí díla v Itálii.
Rekviem bylo v době premiéry kritizováno pro svůj příliš operní styl použitý pro náboženskou látku. Podle Gunduly Kreuzerové „Většina kritiků pociťovala rozpor mezi náboženským textem (se všemi jeho hudební důsledky) a Verdiho ztvárněním díla.“ Někteří jej odsuzovali jako „operu v křesťanském hávu“, nebo naopak jako náboženské dílo v „pochybném hudebním kostýmu“. Zatímco většina kritiků se shodla, že hudba byla „dramatická“, jen někteří cítili, že takové pojetí textu bylo vhodné nebo alespoň přípustné. O hudbě samotné se kritikové shodli, že se dílo vyznačuje „plynulým vývojem, krásnými zvukovými efekty a okouzlující vokální linkou“. Kritiky byly rozděleny mezi chválu a odsouzení kvůli Verdiho ochotě narušovat standardní kompoziční pravidla pro hudební efekt, jako například jeho použití po sobě jdoucích kvint.

## Instrumentace
Dílo je zkomponováno pro následující obsazení:
Dřeva: pikola, 3 flétny, 2 hoboje, 2 klarinety, 4 fagoty
Žestě: 4 lesní rohy, 8 trubek, 3 pozouny, ofiklejda
Perkuse: tympány, basový buben
Smyčce: housle I, II, violy, violoncella, kontrabasy.
1. ↑  třetí flétna se nahrazuje pikolou
2. ↑  zastaralé nástroje se v moderní provedení obvykle nahrazují tubou nebo cimbassem

## Nahrávky
Diskografie Verdiho Rekviem je velmi rozsáhlá, k nejznámějším patří nahrávka z roku 1967 s Vídeňskými filharmoniky, sólisty Leontyne Priceová, Fiorenzou Cossottovou, Lucianem Pavarottim a Nikolajem Gjaurovem, kterou diriguje Georg Solti.